# Elina Nechayeva

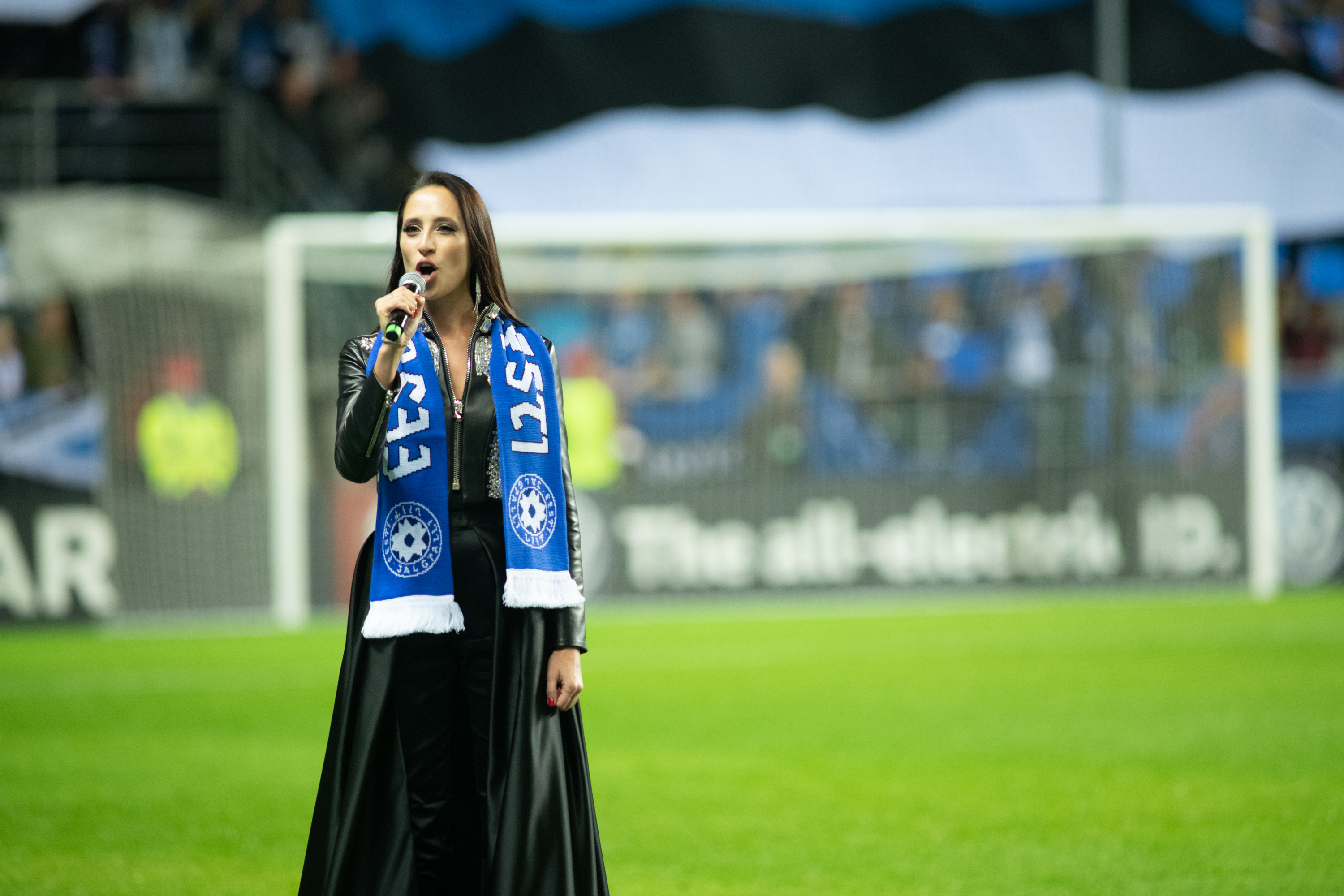
Elina Nechayeva, 2019

Elina Nechayeva (en estonio, Elina Netšajeva; nacida el 10 de noviembre de 1991) es una  soprano.  Representó Estonia en el Festival de la Canción de Eurovisión 2018 en Lisboa, Portugal, con la canción "La forza".

## Discografía

### Singles
| Título              | Año  | Posiciones en las listas | Posiciones en las listas | Álbum |
| Título              | Año  | EST                      | FRA                      | Álbum |
| ------------------- | ---- | ------------------------ | ------------------------ | ----- |
| "La forza"          | 2018 | 19                       | 115                      |       |
| "La voce dell'alba" | 2019 | —                        | —                        |       |